# Radek Bonk
Radek Bonk (* 9. ledna 1976 Krnov) je bývalý český hokejový útočník.

## Ocenění a úspěchy
- 1994 IHL - Gary F. Longman Memorial Trophy
- 2000 NHL - All-Star Game
- 2001 NHL - All-Star Game
- 2014 ČHL - Nejvíce vyhraných vhazování
- 2015 KHP postup do 2. ligy s týmem HC Kopřivnice

## Prvenství

### NHL
- Debut – 22. ledna 1995 (New York Islanders proti Ottawa Senators)
- První gól – 27. ledna 1995 (Pittsburgh Penguins proti Ottawa Senators, brankáři Ken Wregget)
- První asistence – 17. února 1995 (Tampa Bay Lightning proti Ottawa Senators)
- První hattrick – 4. ledna 2001 (Ottawa Senators proti Tampa Bay Lightning)

### KHL
- Debut – 10. září 2009 (Ak Bars Kazaň proti Lokomotiv Jaroslavl)
- První asistence – 18. září 2009 (Lokomotiv Jaroslavl proti HC MVD Balašicha)

## Osobní život
Bonk se oženil s Kanaďankou Jill Sarcenovou, se kterou se poznal v Ottawě během působení v klubu Ottawa Senators. Mají spolu syny Olivera a Camerona, a dcery Kennedy a Mayu. Po konci kariéry se v roce 2015 přestěhoval zpátky za rodinou do Ottawy.
Syn Oliver Bonk byl ve vstupním draftu NHL 2023 draftován v prvním kole klubem Philadelphia Flyers na 22. místě.
Bonk je strýcem hokejistů Patrika Bartošáka, Darka Bartošáka a Reného Bartošáka.

## Klubová statistika
| Sezóna  | Klub                          | Soutěž |     | Základní část | Základní část | Základní část | Základní část | Základní část |    | Play off | Play off | Play off | Play off | Play off |
| Sezóna  | Klub                          | Soutěž | Z   | G             | A             | B             | TM            | Z             | G  | A        | B        | TM       |          |          |
| 1992–93 | AC ZPS Zlín                   | ČSHL   | 30  | 5             | 5             | 10            | 10            | —             | —  | —        | —        | —        |          |          |
| 1993–94 | Las Vegas Thunder             | IHL    | 76  | 42            | 45            | 87            | 208           | 5             | 1  | 2        | 3        | 10       |          |          |
| 1994–95 | Las Vegas Thunder             | IHL    | 33  | 7             | 13            | 20            | 62            | —             | —  | —        | —        | —        |          |          |
| 1994–95 | Ottawa Senators               | NHL    | 42  | 3             | 8             | 11            | 28            | —             | —  | —        | —        | —        |          |          |
| 1994–95 | Prince Edward Island Senators | AHL    | —   | —             | —             | —             | —             | 1             | 0  | 0        | 0        | 0        |          |          |
| 1995–96 | Ottawa Senators               | NHL    | 76  | 16            | 19            | 35            | 36            | —             | —  | —        | —        | —        |          |          |
| 1996–97 | Ottawa Senators               | NHL    | 53  | 5             | 13            | 18            | 14            | 7             | 0  | 1        | 1        | 4        |          |          |
| 1997–98 | Ottawa Senators               | NHL    | 65  | 7             | 9             | 16            | 16            | 5             | 0  | 0        | 0        | 2        |          |          |
| 1998–99 | Ottawa Senators               | NHL    | 81  | 16            | 16            | 32            | 48            | 4             | 0  | 0        | 0        | 6        |          |          |
| 1999–00 | HC IPB Pojišťovna Pardubice   | ČHL    | 3   | 1             | 0             | 1             | 4             | —             | —  | —        | —        | —        |          |          |
| 1999–00 | Ottawa Senators               | NHL    | 80  | 23            | 37            | 60            | 53            | 6             | 0  | 0        | 0        | 8        |          |          |
| 2000–01 | Ottawa Senators               | NHL    | 74  | 23            | 36            | 59            | 52            | 2             | 0  | 0        | 0        | 2        |          |          |
| 2001–02 | Ottawa Senators               | NHL    | 82  | 25            | 45            | 70            | 52            | 12            | 3  | 7        | 10       | 6        |          |          |
| 2002–03 | Ottawa Senators               | NHL    | 70  | 22            | 32            | 54            | 36            | 18            | 6  | 5        | 11       | 10       |          |          |
| 2003–04 | Ottawa Senators               | NHL    | 66  | 12            | 32            | 44            | 66            | 7             | 0  | 2        | 2        | 0        |          |          |
| 2004–05 | HC Oceláři Třinec             | ČHL    | 27  | 6             | 10            | 16            | 44            | —             | —  | —        | —        | —        |          |          |
| 2004–05 | HC Hamé Zlín                  | ČHL    | 6   | 3             | 2             | 5             | 4             | 6             | 0  | 2        | 2        | 8        |          |          |
| 2005–06 | Montreal Canadiens            | NHL    | 61  | 6             | 15            | 21            | 52            | 6             | 2  | 0        | 2        | 2        |          |          |
| 2006–07 | Montreal Canadiens            | NHL    | 74  | 13            | 10            | 23            | 54            | —             | —  | —        | —        | —        |          |          |
| 2007–08 | Nashville Predators           | NHL    | 79  | 14            | 15            | 29            | 40            | 6             | 1  | 0        | 1        | 2        |          |          |
| 2008–09 | Nashville Predators           | NHL    | 66  | 9             | 16            | 25            | 34            | —             | —  | —        | —        | —        |          |          |
| 2009–10 | Lokomotiv Jaroslavl           | KHL    | 7   | 0             | 2             | 2             | 6             | —             | —  | —        | —        | —        |          |          |
| 2009–10 | HC Oceláři Třinec             | ČHL    | 39  | 5             | 12            | 17            | 60            | 5             | 2  | 3        | 5        | 4        |          |          |
| 2010–11 | HC Oceláři Třinec             | ČHL    | 50  | 14            | 25            | 39            | 68            | 18            | 6  | 7        | 13       | 24       |          |          |
| 2011–12 | HC Oceláři Třinec             | ČHL    | 48  | 11            | 14            | 25            | 44            | 5             | 0  | 1        | 1        | 0        |          |          |
| 2012–13 | HC Oceláři Třinec             | ČHL    | 39  | 14            | 26            | 40            | 30            | 13            | 4  | 6        | 10       | 10       |          |          |
| 2013–14 | HC Oceláři Třinec             | ČHL    | 49  | 8             | 23            | 31            | 30            | 11            | 4  | 8        | 12       | 6        |          |          |
|         | Celkem v NHL                  |        | 969 | 194           | 303           | 497           | 581           | 73            | 12 | 15       | 27       | 42       |          |          |
|         | Celkem v ČHL                  |        | 261 | 62            | 112           | 174           | 284           | 58            | 16 | 27       | 43       | 52       |          |          |

## Reprezentace
| Rok                    | Tým                    | Soutěž                 | Z  | G | A | B | TM |
| ---------------------- | ---------------------- | ---------------------- | -- | - | - | - | -- |
| 1993                   | Československo 18      | MEJ                    | 6  | 4 | 2 | 6 | 6  |
| 1996                   | Česko                  | SP                     | 3  | 1 | 0 | 1 | 0  |
| 1996                   | Česko                  | MS                     | 8  | 2 | 2 | 4 | 14 |
| Juniorská reprezentace | Juniorská reprezentace | Juniorská reprezentace | 6  | 4 | 2 | 6 | 6  |
| Seniorská reprezentace | Seniorská reprezentace | Seniorská reprezentace | 11 | 3 | 2 | 5 | 14 |